# 郑州铁路运输中级法院
郑州铁路运输中级法院是中华人民共和国河南省的铁路运输中级法院。

## 沿革
1954年7月，河南省人民法院根据第二届全国司法会议作的“有计划有重点地逐步建立工矿和铁路、水运沿线专门法庭”的决议精神，在郑州铁路局成立郑州铁路沿线专门法院，受河南省人民法院和郑州铁路局双重领导，业务上由河南省人民法院直接领导。1955年1月起，郑州铁路沿线专门法院改为直属于中华人民共和国司法部，司法部委托河南省司法厅代管。1955年3月，郑州铁路沿线专门法院更名为郑州铁路运输法院。1957年该院撤销。
1979年，郑州铁路运输中级法院及其所辖的铁路运输基层法院恢复成立。1987年5月，该院划归河南省高级人民法院管辖。1984年至2006年，该院下辖郑州铁路运输法院、洛阳铁路运输法院、武汉铁路运输法院、襄樊铁路运输法院、西安铁路运输法院、宝鸡铁路运输法院共6个铁路运输基层法院。2006年，武汉铁路运输中级法院、西安铁路运输中级法院相继成立，此后郑州铁路运输中级法院下辖郑州铁路运输法院、洛阳铁路运输法院共2个铁路运输基层法院。

## 机构设置

### 审判机构
- 立案庭
- 刑事审判第一庭（与少年犯罪审判庭合署办公）
- 刑事审判第二庭
- 民事审判第一庭
- 民事审判第二庭
- 审判监督庭（与赔偿委员会办公室合署办公）
- 执行局[4]

### 其他机构
- 办公室
- 政治部（下设组干处、宣传教育处、纪检监察办公室、精神文明建设办公室）
- 研究室
- 法警支队
- 书记员管理处；
- 司法技术装备处[4]

## 历任院长
⋯⋯
- 王建新（2001年－）[5]

## 对应铁路运输基层法院
- 郑州铁路运输法院
- 洛阳铁路运输法院